# Pothos scandens
Pothos scandens är en kallaväxtart som beskrevs av Carl von Linné. Pothos scandens ingår i släktet Pothos och familjen kallaväxter. Inga underarter finns listade.

## Bildgalleri

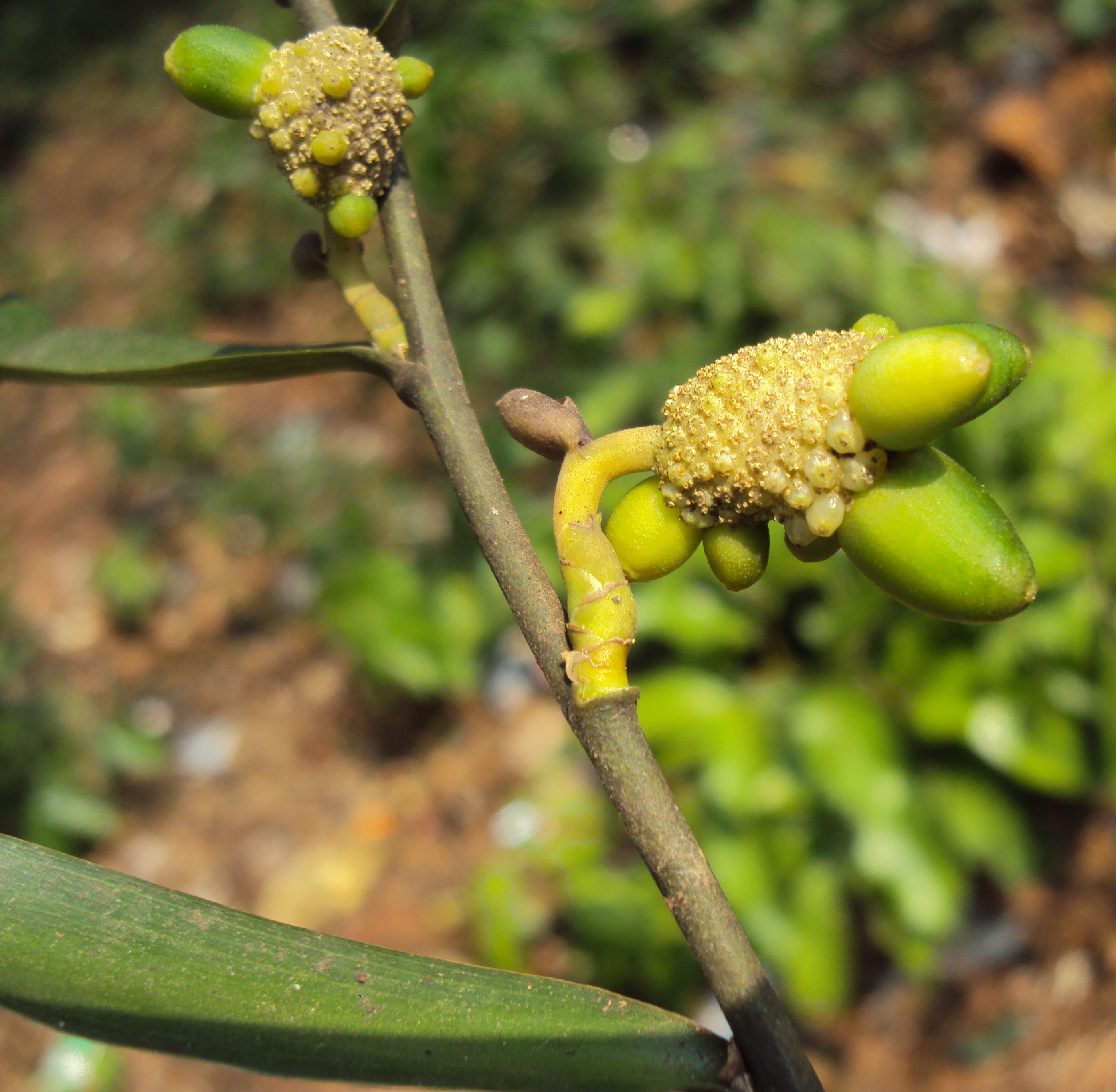
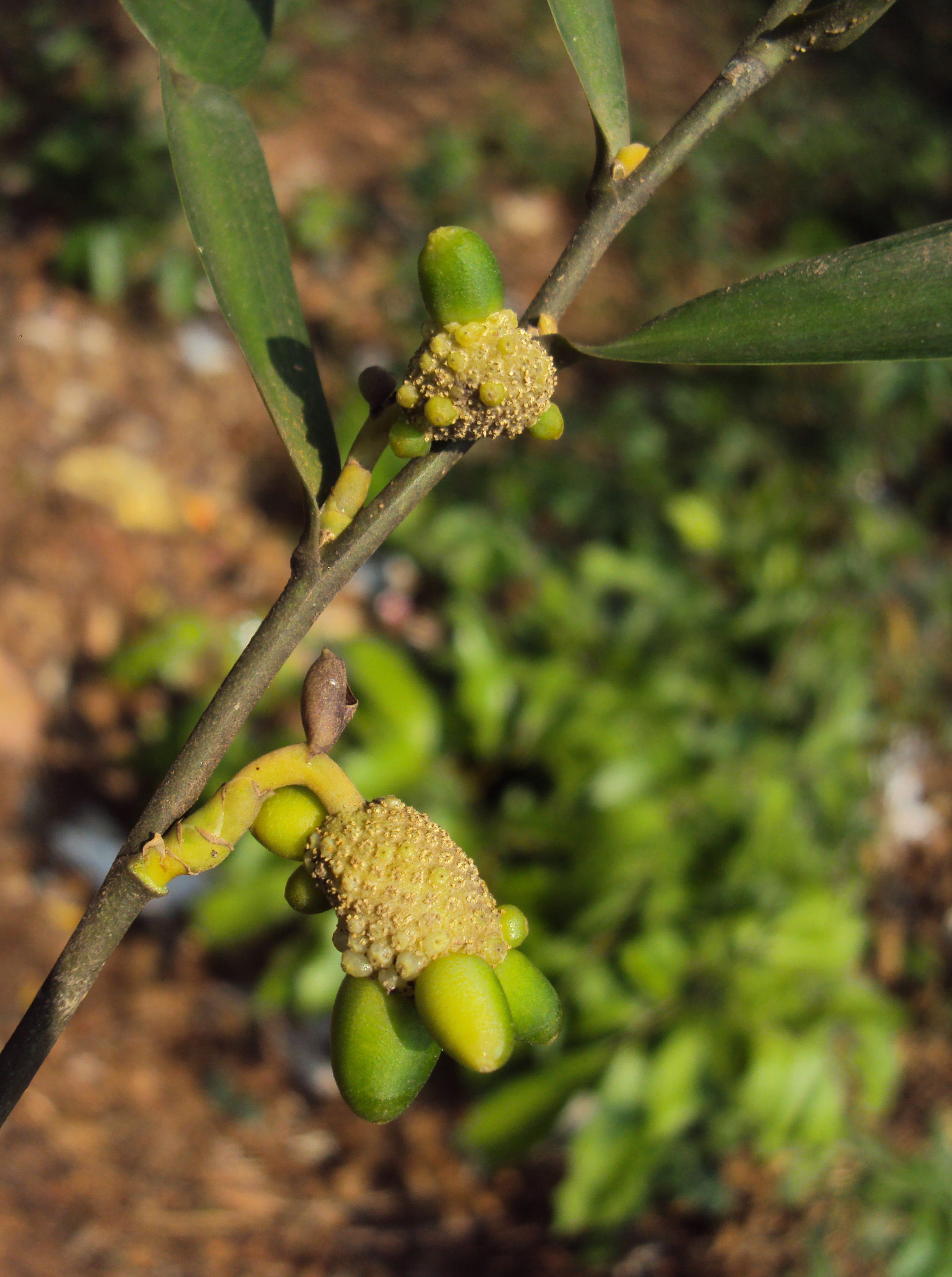
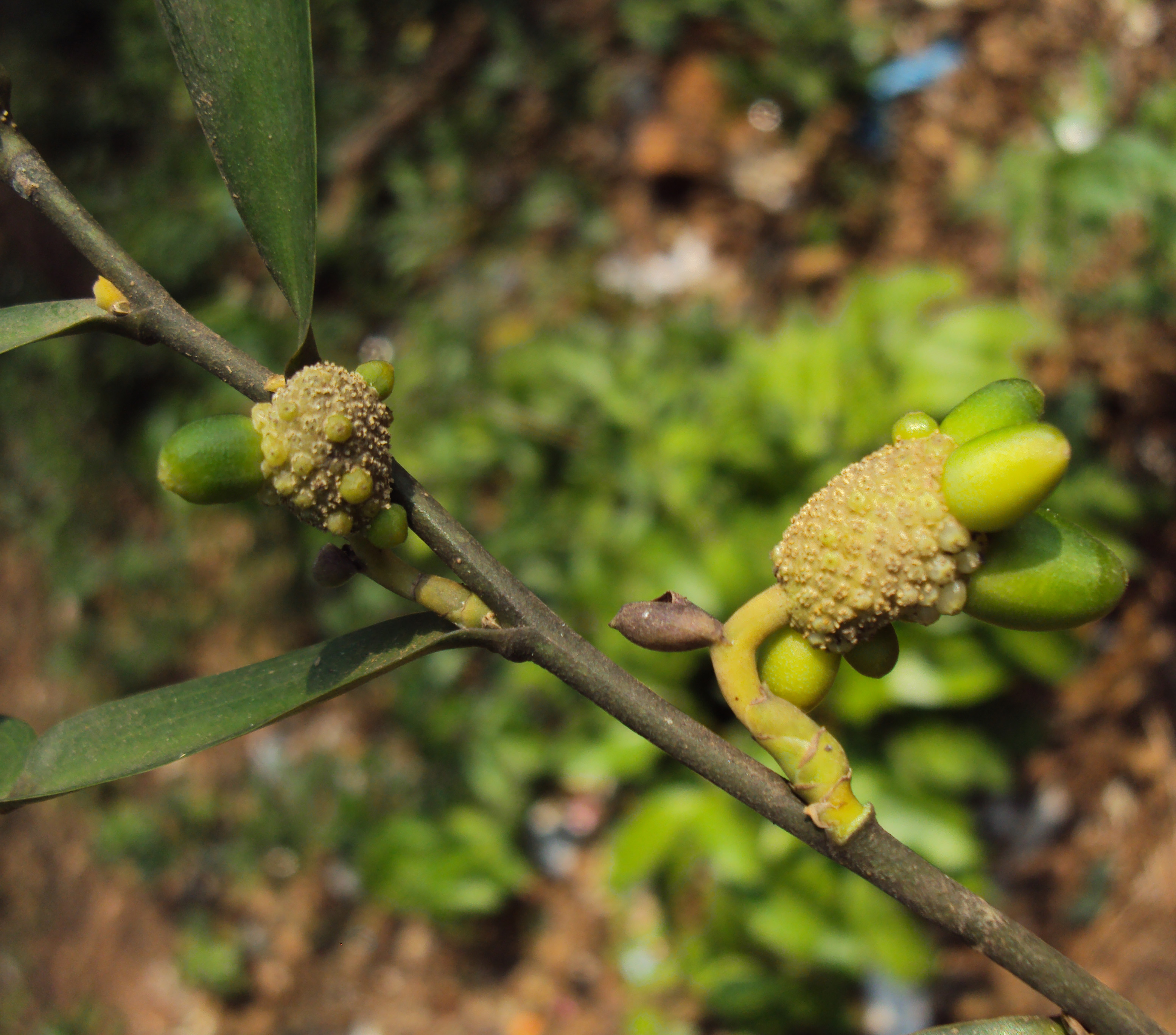
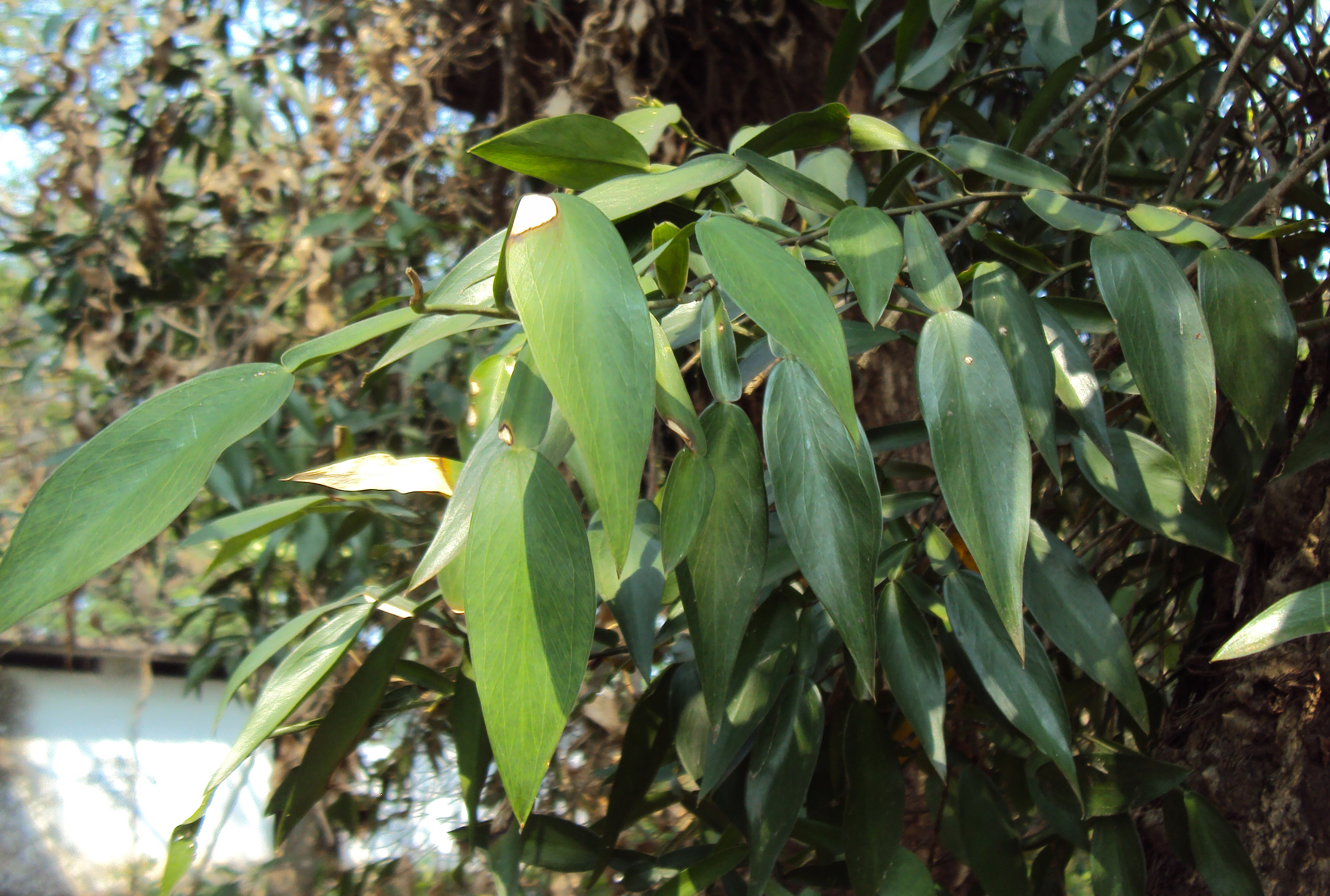